# Fairview (Tennessee)
Fairview – miasto w Stanach Zjednoczonych, w stanie Tennessee, w hrabstwie Williamson.

## Klimat
Miasto leży w strefie klimatu subtropikalnego, umiarkowanego, łagodnego bez pory suchej i z gorącym latem, należącego według klasyfikacji Köppena do strefy Cfa. Średnia temperatura roczna wynosi 14,4°C, a opady 1369,1 mm. Średnia temperatura najcieplejszego miesiąca - lipca wynosi 25,4°C, natomiast najzimniejszego stycznia 2,0°C. Miesiącem o najwyższych opadach jest maj o średnich opadach wynoszących 165,1 mm, natomiast najniższe opady są w sierpniu i wynoszą średnio 88,9 mm.